# Віна (Каліфорнія)
Віна (англ. Vina) — переписна місцевість (CDP) в США, в окрузі Техама штату Каліфорнія. Населення — 198 осіб (2020).

## Географія
Віна розташована за координатами 39°56′3″ пн. ш. 122°3′6″ зх. д. / 39.93417° пн. ш. 122.05167° зх. д. (39.934180, -122.051706).  За даними Бюро перепису населення США в 2010 році переписна місцевість мала площу 3,50 км², уся площа — суходіл.

## Демографія
Згідно з переписом 2010 року, у переписній місцевості мешкало 237 осіб у 70 домогосподарствах у складі 55 родин. Густота населення становила 68 осіб/км².  Було 76 помешкань (22/км²).
Расовий склад населення:
| - 82,3 % — білих - 3,0 % — корінних американців - 0,8 % — азіатів - 0,4 % — чорних або афроамериканців - 8,4 % — осіб інших рас |

До двох чи більше рас належало 5,1 %. Частка іспаномовних становила 17,7 % від усіх жителів.
За віковим діапазоном населення розподілялося таким чином: 20,7 % — особи молодші 18 років, 57,8 % — особи у віці 18—64 років, 21,5 % — особи у віці 65 років та старші. Медіана віку мешканця становила 40,9 року. На 100 осіб жіночої статі у переписній місцевості припадало 125,7 чоловіків;  на 100 жінок у віці від 18 років та старших — 129,3 чоловіків також старших 18 років.
Середній дохід на одне домашнє господарство  становив 35 119 доларів США (медіана — 35 250), а середній дохід на одну сім'ю — 24 641 долар (медіана — 24 531). За межею бідності перебувало 16,0 % осіб, у тому числі 0,0 % дітей у віці до 18 років та 19,6 % осіб у віці 65 років та старших.
Цивільне працевлаштоване населення становило 111 осіб. Основні галузі зайнятості: мистецтво, розваги та відпочинок — 43,2 %, виробництво — 18,0 %, будівництво — 15,3 %.